# 세계사 (영화)
세계사(History Of The World: Part I)는 미국에서 제작된 멜 브룩스 감독의 1981년 코미디, 뮤지컬 영화이다. 멜 브룩스 등이 주연으로 출연하였고 멜 브룩스 등이 제작에 참여하였다.

## 출연

### 주연
- 멜 브룩스
- 돔 드루이즈

### 조연
- 매들린 칸
- 하비 콜먼
- 클로리스 리치먼
- 론 캐리
- 그레고리 하인즈
- 파멜라 스테펜슨
- 셔키 그린
- 시드 캐서
- 메리 마가렛 흄즈
- 오손 웰즈
- 루디 드 루카
- 라이 프렌치
- 리처드 카론
- 수세테 캐롤
- 새미 쇼어
- J.J. 베리
- 얼 핀
- 수잔 켄트
- 마이클 챔피온
- 하워드 모리스
- 찰리 캘라스
- 디나 디트리히
- 폴 마주르스키
- 론 클락
- 잭 라일리
- 아트 메트라노
- 다이안 데이
- 헤니 영맨
- 헌터 본 리어
- 프리츠 펠드
- 휴 헤프너
- 팻 맥코믹
- 배리 레빈슨
- 시드 굴드
- 로니 그레이엄
- 짐 스텍
- 존 마이허스
- 리 딜라노
- 로버트 골드버그
- 앨런 U. 슈왈츠
- 제이 버튼
- 로버트 자피
- 아이라 밀러
- 밀트 프리드먼
- 자니 실버
- 찰스 토머스 머피
- 로드 하세
- 에일린 사키
- 존 허트
- 헨리 케이저
- 제일 케슬러
- 안소니 메시나
- 하워드 만
- 샌디 헬버그
- 밋첼 복
- 길버트 리
- 몰리 바슬러
- 데보라 도스
- 크리스틴 디킨슨
- 리사 솜
- 미셸 드레이크
- 지나 토머시너
- 리사 웰치
- 제니스 슈미트
- 헤이디 소렌슨
- 카렌 모턴
- 캐시 콜린스
- 로리 서톤
- 루 멀포드
- 재키 매슨
- 필 리즈
- 잭 카터
- 잔 머레이
- 안드레아스 보트시나스
- 스파이크 밀리건
- 존 힐러먼
- 시드니 라식
- 조나단 세실
- 앤드류 삭스
- 피오나 리치몬드
- 나이젤 호손
- 벨라 엠버그
- 제프리 라더
- 조지 레인 쿠퍼
- 스테파니 마리언
- 로이스 밀스
- 마이크 코트렐
- 제럴드 스태드던
- 존 가밴
- 러스티 조피
- 스콧 헨더슨
- 마이클 밀러
- 로이스 D. 애플게이트
- 베아 아서
- 숀 베리-웨스키
- 에바 카델
- 해리 필더
- 로드 하스크
- 린다 호싯

## 제작진
- 공동제작: 조엘 쉐노프
- 협력프로듀서: 스튜어트 콘펠드
- 협력프로듀서: 앨런 존슨
- 미술: 해롤드 마켈슨
- 세트: 안토니 몬델로
- 의상: 패트리시아 노리스
- 배역: 제인 페인버그
- 배역: 마이크 펜튼